# Transició de fase

Aquest diagrama mostra la nomenclatura de les diferents transicions de fase.

En termodinàmica, una transició de fase és la transformació d'un sistema termodinàmic d'una fase a una altra.
Un exemple són els canvis d'estat (transicions entre els estats d'agregació de la matèria), encara que el concepte també es refereix a qualsevol altra transformació entre fases.
Per exemple, una fase d'un sistema termodinàmic i els estats de la matèria tenen propietats físiques uniformes. Durant una transició de fase d'un mitjà donat, unes certes propietats del mitjà canvien, sovint de manera discontínua, com a resultat del canvi d'alguna condició externa, com la temperatura, la pressió o altres. A tall d'exemple, un líquid pot convertir-se en gas en escalfar-se fins al punt d'ebullició, la qual cosa resulta en un canvi abrupte en el volum. El mesurament de les condicions externes en les quals es produeix la transformació es denomina transició de fase. Les transicions de fase comunament ocorren en la naturalesa i s'usen avui dia en moltes tecnologies.

## Tipus de transició de fase

### Estats de la matèria

Un diagrama de fase simplificat per a aigua, que mostra si el gel sòlid, l'aigua líquida o el vapor d'aigua gasós és el més estable a diferents combinacions de temperatura i pressió.

Les transicions de fase es refereixen habitualment a quan una substància es transforma entre un dels quatre estats de la matèria a un altre. En el punt de transició de fase d'una substància, per exemple el punt d'ebullició, les dues fases implicades: líquid i vapor, tenen energies lliures idèntiques i, per tant, és igual de probable que existeixin. Per sota del punt d'ebullició, el líquid és l'estat més estable dels dos, mentre que per sobre del punt d'ebullició la forma gasosa és la més estable.
Les transicions comunes entre les fases sòlida, líquida i gasosa d'un sol component, a causa dels efectes de la temperatura i/o la pressió s'identifiquen a la taula següent:
|       |        | a             |           |              |            |
| Sòlid | Líquid | Gas           | Plasma    |              |            |
| De    | Sòlid  |               | Fusió     | Sublimació   |            |
| De    | Líquid | Solidificació |           | Vaporització |            |
| De    | Gas    | Deposició     | Deposició |              | Ionització |
| De    | Plasma |               |           | Recombinació |            |

Per a un sol component, la fase més estable a diferents temperatures i pressions es pot mostrar en un diagrama de fases. Aquest diagrama sol representar estats en equilibri. Una transició de fase sol produir-se quan la pressió o la temperatura canvia i el sistema travessa d'una regió a una altra, com l'aigua que passa de líquid a sòlid tan aviat com la temperatura baixa per sota del punt de congelació. A excepció del cas habitual, de vegades és possible canviar l'estat d'un sistema diabàtic (en contraposició a adiabàtic) de manera que es pugui superar el punt de transició d'una fase sense patir una transició de fase. L'estat resultant és metaestable, és a dir, menys estable que la fase a la qual s'hauria produït la transició, però tampoc inestable. Això passa en sobreescalfament i sobrerefrigeració, per exemple. Els estats metaestables no apareixen als diagrames de fase habituals.

## Exemples de transicions de fase
- Canvis d'estat: Transicions entre els estats d'agregació de la matèria: sòlid, líquid, gas i plasma, en una substància.
- Una transformació eutéctica, en la qual els dos components de la mescla canvien d'estat d'agregació.
- La transició entre les fases ferromagnètica i paramagnética.
- L'aparició de superconductivitat en alguns metalls, per sota de la temperatura crítica.
- La transició entre algunes estructures moleculars, o entre algunes estructures cristalográfiques.
- La condensació de Bose-Einstein.
- En els primers instants de l'univers, ruptura de simetries en les lleis físiques a mesura que es refreda l'univers:
  - Ruptura de la gran unificació.
  - Separació força feble-força electromagnètica.
- En l'univers primitiu: 
  - Desacoblament dels neutrins.
  - Nucleosíntesi
  - Desacoblament radiació-matèria.

## Fonaments
Els sistemes termodinàmics estan caracteritzats, entre altres paràmetres, per un paràmetre d'ordre. Aquest paràmetre d'ordre depèn de diversos factors. Per exemple, per regla general, augmenta (sistema més ordenat) a mesura que descendeix la temperatura. Aquesta dependència és deguda al fet que les forces de cohesió prevalen sobre el moviment tèrmic, a mesura que aquest disminueix.
En l'equilibri cada fase té unes propietats termodinàmiques definides, com el paràmetre d'ordre. En la coexistència, les fases poden intercanviar energia i matèria, per la qual cosa en l'equilibri els potencials químics {\displaystyle \mu } de les diferents fases són iguals. Per tant, en una transició de fase han de canviar contínuament tant el potencial de Gibbs G, com {\displaystyle \mu }.

## Relació amb la grandària del sistema
Les transicions de fase ocorren quan l'energia lliure d'un sistema no és una funció analítica, amb relació a algunes variables termodinàmiques. Això succeeix en sistemes amb un gran nombre de partícules.

## Classificació
Les transicions es classifiquen segons la continuïtat de les derivades del potencial de Gibbs G:
Transicions de fase de primer ordre: La primera derivada de G és discontínua. Solen caracteritzar-se per l'existència de calor latent: En la transició, el sistema absorbeix o allibera una quantitat d'energia proporcional a la seva mida. Durant aquest procés, la temperatura del sistema roman constant malgrat la transmissió de calor. Com l'energia no es pot transmetre instantàniament, durant la transició coexisteixen regions o dominis amb diferents fases.
Per a valors dels paràmetres suficientment propers a la coexistència de fases, l'energia interna G respecte a un paràmetre no natural {\displaystyle X_{j}} presenta dos mínims: un de global que caracteritza l'estat estable, i un altre de local que caracteritza un estat metaestable. El sistema en equilibri es troba en l'estat estable, però una pertorbació suficient pot dur un subsistema a l'estat metaestable. No obstant això, una pertorbació menor el retornarà l'estat estable. En la coexistència de fases, els dos mínims tenen el mateix valor. A cada mínim li correspon un valor determinat del paràmetre d'ordre, per això la coexistència de fases.
Exemple de transicions de primer ordre són els canvis d'estat: L'evaporació, liqüefacció, fusió, ebullició o la sublimació.
Transicions de fase d'ordre superior o contínues: La primera derivada de G és contínua. No tenen associat una calor latent. En les transicions de segon ordre la segona derivada de G és discontínua.
Exemples d'ordre superior són la transició ferromagnètica-paramagnética o la condensació de Bose-Einstein.

## Propietats característiques

### Coexistència de fase
Es produeix una transició de primer ordre ampliada pel desordre en un interval finit de temperatures en les quals la fracció de la fase d'equilibri a baixa temperatura creix de zero a un (100%) a mesura que la temperatura descendeix. Aquesta variació contínua de les fraccions coexistents amb la temperatura genera interessants possibilitats. En refredar-se, alguns líquids es vitrifiquen en un vidre en lloc de transformar-se a la fase cristal·lina d'equilibri. Això succeeix si la velocitat de refredament és més ràpida que una velocitat de refredament crítica, i s'atribueix al fet que els moviments moleculars es tornen tan lents que les molècules no poden reorganitzar-se en les posicions del cristall. Aquesta desacceleració ocorre per sota d'una temperatura de formació de vidre Tg, que pot dependre de la pressió aplicada. Si la transició de congelació de primer ordre es produeix en un interval de temperatures i la Tg cau dins d'aquest interval, existeix una possibilitat interessant que la transició es detingui quan és parcial i incompleta. Estendre aquestes idees a transicions magnètiques de primer ordre detingudes a baixes temperatures, va donar com a resultat l'observació de transicions magnètiques incompletes, amb dues fases magnètiques coexistint, fins a la temperatura més baixa. Primer reportat en el cas d'una transició ferromagnètica a antitransromagnètica, tal coexistència de fase persistent ara s'ha reportat a través d'una varietat de transicions magnètiques de primer ordre. Aquests inclouen materials de manganita de magnetorresistència colossal, materials magnetocalòrics, materials de memòria de manera magnètica i altres materials. La característica interessant d'aquestes observacions de la Tg que cau dins de l'interval de temperatura en el qual es produeix la transició és que la transició magnètica de primer ordre està influenciada pel camp magnètic, igual que la transició estructural està influenciada per la pressió. La relativa facilitat amb la qual es poden controlar els camps magnètics, en contrast amb la pressió, planteja la possibilitat que un pugui estudiar la interacció entre Tg i Tc d'una manera exhaustiva. La coexistència de fase a través de transicions magnètiques de primer ordre permetrà la resolució de problemes excel·lents en la comprensió dels vidres.

### Punt crític
El pas d'una transició d'un ordre a un altre pot tenir lloc en un sistema, això es produeix en el punt crític. Per exemple, amb relació als estats d'agregació de la matèria, per a un sistema donat, hi ha una combinació de valors de pressió i temperatura (anomenada punt crític), a partir de la qual la transició de líquid a gas passa a ser una transició de segon ordre. En aquest punt, les densitats del líquid i del gas s'igualen.

### Simetria
Les transicions de fase sovint impliquen un procés de simetria trencada. Per exemple, el refredament d'un fluid en un sòlid cristal·lí trenca la simetria de translació contínua: cada punt en el fluid té les mateixes propietats, però cada punt en un cristall no té les mateixes propietats (tret que els punts es triïn entre els punts de la xarxa cristal·lina). Típicament, la fase d'alta temperatura conté més simetries que la fase de baixa temperatura a causa de la ruptura espontània de simetria, amb l'excepció d'unes certes simetries accidentals (per exemple, la formació de partícules virtuals pesades, que només ocorre a baixes temperatures).

### Paràmetres d'ordre
Un paràmetre d'ordre és una mesura del grau d'ordre a través dels límits en un sistema de transició de fase; normalment oscil·la entre zero en una fase (generalment per sobre del punt crític) i distint de zero en l'altra fase. En el punt crític, la susceptibilitat dels paràmetres d'ordre generalment divergirà.
Un exemple d'un paràmetre d'ordre és la magnetització neta en un sistema ferromagnètic que experimenta una transició de fase. Per a les transicions de líquid/gas, el paràmetre d'ordre és la diferència de les densitats.
Des d'una perspectiva teòrica, els paràmetres d'ordre sorgeixen de la ruptura de simetria. Quan això succeeix, és necessari introduir una o més variables addicionals per a descriure l'estat del sistema. Per exemple, en la fase ferromagnètica, s'ha de proporcionar la magnetització neta, la direcció de la qual es va triar espontàniament quan el sistema es va refredar per sota del punt de Curie. No obstant això, tenint en compte que els paràmetres d'ordre també es poden definir per a transicions que no trenquen la simetria. Algunes transicions de fase, com la superconductora i la ferromagnètica, poden tenir paràmetres d'ordre per a més d'un grau de llibertat. En tals fases, el paràmetre d'ordre pot prendre la forma d'un nombre complex, un vector o fins i tot un tensor, la magnitud del qual va a zero en la transició de fase.
També existeixen descripcions duals de transicions de fase en termes de paràmetres de desordre. Aquests indiquen la presència d'excitacions tipus línia, com a línies de vòrtex o defecte topològic.

### Rellevància en cosmologia
Les transicions de fase de ruptura de simetria exerceixen un paper important en la cosmologia. Lee Smolin i Benjamin i Jeremy Bernstein han especulat que, en l'univers primitiu, el buit (és a dir, els diversos camps quàntics que omplen l'espai) posseïa una gran quantitat de simetries. A mesura que l'univers s'expandia i es refredava, el buit sofria una sèrie de transicions de fase de ruptura de simetria. Per exemple, la transició electrofeble va trencar la simetria SU(2) × U(1) del camp electrofeble en la simetria U (1) del camp electromagnètic actual. Aquesta transició és important per a comprendre l'asimetria entre la quantitat de matèria i l'antimatèria en l'univers actual (Bariogènesi).
Les transicions de fase progressives en un univers en expansió estan implicades en el desenvolupament de l'ordre en l'univers, com l'il·lustra el treball d'Eric Chaisson. i David Layzer.

### Exponents crítics i classes d'universalitat
Les transicions de fase contínua són més fàcils d'estudiar que les transicions de primer ordre a causa de l'absència de calor latent, i s'ha descobert que tenen moltes propietats interessants. Els fenòmens associats amb les transicions de fase contínues es denominen fenòmens crítics, a causa de la seva associació amb punts crítics.
Resulta que les transicions de fase contínues poden caracteritzar-se per paràmetres coneguts com a exponent crític. El més important és potser l'exponent que descriu la divergència de la longitud de la correlació tèrmica en aproximar-se a la transició. Per exemple, examinem el comportament de la capacitat de calor prop de tal transició. Variem la temperatura T del sistema mentre mantenim totes les altres variables termodinàmiques fixes, i trobem que la transició es produeix a una temperatura crítica Tc. Quan T està prop de Tc, la capacitat calorífica C generalment té un comportament de llei potencial,
```

  

    

      

        
C

        
α

        

          
|

        

        

          
T

          

            
c

          

        

        
−

        
T

        

          

            
|

          

          

            
−

            
α

          

        

      

    

    
{\displaystyle C\alpha |T_{c}-T|^{-\alpha }}

  

```

La capacitat calorífica dels materials amorfs té tal comportament prop de la temperatura de transició vítria, on l'exponent crític universal α = 0.59 Un comportament similar, però amb l'exponent ν en lloc de α, s'aplica a la longitud de correlació.
L'exponent ν es positiu. Això és diferent amb α. El seu valor real depèn del tipus de transició de fase que estem considerant.
Es creia que els exponents crítics són els mateixos per damunt i per sota de la temperatura crítica. Ara s'ha demostrat que això no és necessàriament cert: quan una simetria contínua es divideix explícitament en una simetria discreta per anisotropies irrellevants (en el sentit de grup de normalització), llavors alguns exponents (com a \gamma, l'exponent de la susceptibilitat) no són idèntics.
Per a −1 <α <0, la capacitat calorífica té un "gir" en la temperatura de transició. Aquest és el comportament de l'heli líquid en la transició lambda d'un estat normal a l'estat superfluid, per al qual els experiments han trobat α = -0.013 ± 0.003. Es va dur a terme almenys un experiment en condicions de gravetat zero d'un satèl·lit en òrbita per a minimitzar les diferències de pressió en la mostra. Aquest valor experimental de α concorda amb les prediccions teòriques basades en la teoria de pertorbació variacional.
Per a 0 <α <1, la capacitat calorífica divergeix a la temperatura de transició (encara que, com α <1, l'entalpia roman finita). Un exemple de tal comportament és la transició de fase ferromagnètica 3D. En el model de Ising tridimensional per a imants uniaxials, estudis teòrics detallats han donat com a resultat l'exponent α ∼ +0.110.
Alguns sistemes model no obeeixen a un comportament de llei de poder. Per exemple, la teoria del camp mitjà prediu una discontinuïtat finita de la capacitat calorífica a la temperatura de transició, i el model de Ising bidimensional té una divergència logarítmica. No obstant això, aquests sistemes són casos limitants i una excepció a la regla. Transicions de fase reals exhibeixen comportament de llei de potencial.
Es defineixen diversos altres exponents crítics, β, γ, δ, ν i η, que examinen el comportament de la llei de potencial d'una quantitat física mesurable prop de la transició de fase. Els exponents estan relacionats per relacions d'escala, com ara
```

  

    

      

        
β

        
=

        
γ

        

          
/

        

        
(

        
δ

        
−

        
1

        
)

        
,

        

        
v

        
=

        
(

        
2

        
−

        
η

        
)

      

    

    
{\displaystyle \beta =\gamma /(\delta -1),\qquad v=(2-\eta )}

  

```

Es pot mostrar que només hi ha dos exponents independents, p. ex. ν i η.
És un fet notable que les transicions de fase que sorgeixen en diferents sistemes sovint posseeixen el mateix conjunt d'exponents crítics. Aquest fenomen es coneix com a universalitat. Per exemple, s'ha trobat que els exponents crítics en el punt crític líquid-gas són independents de la composició química del fluid.
Més impressionant, però comprensiblement des de dalt, són una coincidència exacta per als exponents crítics de la transició de fase ferromagnètica en imants uniaxials. Es diu que tals sistemes estan en la mateixa classe d'universalitat. La universalitat és una predicció de la teoria del grup de renormalització de les transicions de fase, que estableix que les propietats termodinàmiques d'un sistema prop d'una transició de fase depenen només d'un petit nombre de característiques, com la dimensionalitat i la simetria, i són insensibles a les propietats microscòpiques subjacents del sistema. De nou, la divergència de la longitud de correlació és el punt essencial.

### Alentiment crític i altres fenòmens
També hi ha altres fenòmens crítics; per exemple, a més de les funcions estàtiques també hi ha una dinàmica crítica. Com a conseqüència, en una transició de fase es pot observar una desacceleració crítica o una acceleració. Les grans classes d'universalitat estàtica d'una transició de fase contínua es divideixen en classes d'universalitat dinàmica més petites. A més dels exponents crítics, també hi ha relacions universals per a unes certes funcions estàtiques o dinàmiques dels camps magnètics i les diferències de temperatura del valor crític.

### Teoria de percolació
Un altre fenomen que mostra transicions de fase i exponents crítics és la percolació. L'exemple més simple és potser la percolació en una xarxa quadrada bidimensional. Els llocs estan ocupats aleatòriament amb probabilitat p. Per a valors petits de p, els llocs ocupats formen només petits grups. En un cert llindar, es forma un clúster gegant i tenim una transició de fase de segon ordre. El comportament de P∞ pròxim pc és, P∞~(p-pc)β, on β és un exponent crític.

### Transicions de fase en sistemes biològics
Les transicions de fase juguen molts papers importants en els sistemes biològics. Els exemples inclouen la formació de la bicapa lipídica, la transició del glòbul-espira en el procés de plegament de la proteïna i la fusió de l'ADN, les transicions de cristall líquid en el procés de la condensació de l'ADN i la unió cooperativa del lligant a l'ADN i les proteïnes amb el caràcter de transició de fase.
En les membranes biològiques, les transicions de fase de gel a líquid cristal·lí exerceixen un paper fonamental en el funcionament fisiològic de les biomembranes. En la fase de gel, a causa de la baixa fluïdesa de les cadenes de lípids, les proteïnes de la membrana tenen un moviment restringit i, per tant, estan restringides en el seu paper fisiològic. Les plantes depenen fonamentalment de la fotosíntesi de les membranes tilacoides dels cloroplàstics que estan exposades a temperatures ambientals fredes. Les membranes tilacoides retenen la fluïdesa innata fins i tot a temperatures relativament baixes a causa del seu alt contingut d'àcid linolènic, cadena de 18 carbonis amb 3 enllaços dobles. La temperatura de transició de fase cristal·lina de gel a líquid de les membranes biològiques es pot determinar mitjançant moltes tècniques que inclouen calorimetria, fluorescència, ressonància paramagnètica d'electrons de marcatge per rotació i Ressonància magnètica nuclear mitjançant el registre dels mesuraments del paràmetre corresponent en una sèrie de temperatures de la mostra. També s'ha proposat un mètode simple per a la seva determinació a partir d'intensitats de línia de 13-C RMN.
S'ha proposat que alguns sistemes biològics podrien estar prop de punts crítics. Els exemples inclouen xarxes neuronals en la salamandra retina, xarxes d'expressió gènica d'esbarts d'ocells en Drosophila i plegament de proteïnes. No obstant això, no és clar si raons alternatives podrien explicar alguns dels fenòmens que donen suport als arguments de criticitat. També s'ha suggerit que els organismes biològics comparteixen dues propietats clau de les transicions de fase: el canvi del comportament macroscòpic i la coherència d'un sistema en un punt crític.
En grups d'organismes en estrès (quan s'acosten a transicions crítiques), les correlacions tendeixen a augmentar, mentre que al mateix temps, les fluctuacions també augmenten. Aquest efecte és secundat per molts experiments i observacions de grups de persones, ratolins, arbres i plantes herbàcies.